# Hitlerov puč
Hitlerov puč (ili Münchenski puč), naziv je za događaj koji se dogodio 8. i 9. studenoga 1923. godine.
Tada je Adolf Hitler želio srušiti pokrajinsku bavarsku vladu, stvoriti svoju i zavladati Njemačkom. Njegovi poslušnici bili su članovi Jurišnih odreda. To je bilo prvo javno okupljanje Hitlerovih oligarha, koji su se već tada borili za vlast. Hitlerovi suradnici u puču bili su: Rudolf Hess, Alfred Rosenberg, Heinrich Himmler i Hermann Göring. Adolf Hitler nije uspio u svome naumu, te je osuđen na 5 godina zatvora. Poginulo je 16 njegovih ljudi. Adolf Hitler je u zatvoru napisao svoj program Mein Kampf (Moja borba), a amnestiran je 1925. godine.